# Walter Hoor
Walter Hoor (* 12. Dezember 1924 in Düsseldorf; † 22. Januar 2016 ebenda) war ein deutscher Schauspieler.

## Biografie
Nach dem Abitur besuchte Walter Hoor die Schauspielschule in Düsseldorf und gab sein Debüt als Spiegelberg in Die Räuber an den Bühnen der Landeshauptstadt Kiel. Es folgten Engagements am Theater Oberhausen, dem Landestheater Detmold, dem Stadttheater Konstanz, Fritz Rémonds Theater am Zoo in Frankfurt, dem Deutschen Theater München, dem Operettenhaus Hamburg, der Komödie und dem Kom(m)ödchen Düsseldorf und den Städtischen Bühnen Aachen.
Zu seinen Rollen zählten Puck in Ein Sommernachtstraum, der Narr in König Lear und die Titelrolle in Carl Sternheims Bürger Schippel. 1984 übernahm er die Titelrolle in der Uraufführung des Musicals Schneider Wibbel.
Seit 1955 war Hoor im Fernsehen zu sehen, wiederholt bei Theaterinszenierungen des Millowitsch-Theaters an der Seite von Willy Millowitsch und Elsa Scholten. Hier ist insbesondere seine Interpretation der Rolle des Leo Schöller, der statt „L“ nur „N“ sprechen kann, im Lustspiel Pension Schöller hervorzuheben. Er gab auch Einlagen als Schauspieler, Sänger und Kabarettist bei Fernsehshows, darunter in Das Kriminalmuseum, Peter Alexander präsentiert Spezialitäten, Detektiv-Büro Roth, Zum Blauen Bock sowie die Comedy-Serie Bäng Bäng. Seine einzige Spielfilmrolle übernahm er 1988 als Ballettmeister in der Komödie Ödipussi an der Seite von Loriot und Evelyn Hamann.
Walter Hoor lebte viele Jahre zurückgezogen in Düsseldorf und verstarb dort am 22. Januar 2016 im Alter von 91 Jahren.

## Filmografie (Auswahl)
- 1964: Wachet und singet (Fernsehfilm)
- 1965: Schicken Sie mir einen Dollar! (Fernsehfilm)
- 1966: Der doppelte Moritz (Fernsehfilm)
- 1967: Das Kriminalmuseum (Fernsehserie, zwei Folgen)
- 1967: Der dritte Handschuh (Fernseh-Zweiteiler)
- 1969: Christoph Kolumbus oder Die Entdeckung Amerikas (Fernsehfilm)
- 1970: Tournee (Fernsehserie)
- 1970: Zwei in der Krise: Sketche, Szenen und Blackouts (Fernsehfilm)
- 1972: Gasparone (Fernsehfilm)
- 1973: Alle lieben Célimare (Fernsehfilm)
- 1974: Preußenkorso Nr. 17 (Fernsehfilm)
- 1975: Ein Fall für Sie! – Sprechstunde nach Vereinbarung (Fernsehfilm)
- 1977: Der doppelte Moritz (Fernsehfilm)
- 1979: Ein Mann für alle Fälle (Fernsehserie)
- 1979: Der müde Theodor (Fernsehfilm)
- 1979: Zwei Mann um einen Herd (Fernsehserie, vier Folgen)
- 1979: Diplomaten küßt man nicht (Fernsehserie, eine Folge)
- 1988: Ödipussi – als Ballettmeister
- 1993: Pension Schöller (Fernsehfilm) – als Leo Schöller, der statt „L“ nur „N“ sprechen kann
- 1993: Wenn Engel reisen (Fernsehserie)